# Abdeslam Ouaddou
Abdeslam Ouaddou (Ksar Askour, 1 november 1978) is een Marokkaans voormalig voetballer die bij voorkeur als centrale verdediger speelde.